# 仮面ライダーSD 疾風伝説
『仮面ライダーSD 疾風伝説』は、かとうひろしによる日本の漫画作品。仮面ライダーシリーズ作品であるため、原作者に石ノ森章太郎が表記されている。『月刊コロコロコミック』（小学館）にて1992年1月号から1993年4月号まで連載された。企画作品仮面ライダーSDの一つ。

## あらすじ
かつて、「BIG WAR」と呼ばれるショッカーと1号による大戦があった。追い詰められたショッカーは、超重力次元装置を作動させてしまう。
自然が破壊される中、1号は残された力を10人の子供に与え、新たな悪に対抗しようとする。

## 登場人物

### 風の戦士/仮面ライダー
本作品では、「仮面ライダー」という名称は使われず、「風の戦士」と呼ばれている。
「風の戦士」とは、かつてBIG WARを戦った伝説の1号と、彼が自らの力を分け与えた10人の戦士たちである2号、V3、ライダーマン、X、アマゾン、ストロンガー、スカイライダー、スーパー1、ZX、RXの総称。

### レジスタンス
グランショッカーに抵抗する勢力。風の戦士が加わっていくため、ここでは、登場時点でレジスタンスの者だけ記述する。
伝説の1号
BIG WARをトーベーとともに戦いぬいた伝説の戦士にしてレジスタンスのリーダー。
10人の子供たちに風の戦士の力を分け与えた後、10人の風の戦士たちが集結する日に備え、傷ついた身体を癒すべく、レジスタンスの基地の地下に設置されたカプセルの中で眠りについた。BIG WARで負った傷は深く、カプセルの中から出てしまうと長くは持たない。
レジスタンス基地がグランショッカーに襲撃された際、シャドームーンに捕らえられてしまい、クリスタルに閉じ込められた状態で人体実験の材料にされかけるが、10人の風の戦士たちの触角から放たれた光を浴びたことで復活を果たす。地獄大使を倒した後、魔神大首領に特攻して相打ちとなる。完全版では、シャドームーンに勝った直後のV3にテレパシーを送り「自分の魂は、戦士たちの中で生き続ける」ことを告げた。
2号
レジスタンスのサブリーダー。1号の影武者として活動。最終決戦では、暗闇大使を倒す。
アマゾン
レジスタンスの一員。グランショッカーに占拠された陽炎村でRXの弟を保護している最中、V3たちと出会う。最終決戦では、十面鬼を倒す。

### 民間人
本作では、民間人も怪人（改造人間）のようになっているが、グランショッカーを恐れるなど、戦闘能力が乏しいように描写されている。
X
海辺の町の住人。町を水棲怪人から守る責任からレジスタンス入りを拒否していたが、V3に誇りの大きさを説かれる。
幼なじみのスーパー1を説得し、彼の改心のきっかけの1つとなる。最終決戦では、銃弾の雨を受けて致命傷を負い、スーパー1に看取られながら、息を引き取った。
RX
陽炎村の住人。V3とストロンガーの試合中にオアシスタウンの競技場へ侵入し助けを求めに来た。まだ少年ながらも高い潜在能力を持ち、途中で原典のBLACK RXと同じく、悲しみの王子・ロボライダーへの変身能力を獲得する。
最終決戦では、ライダーマンから託された爆弾を基地に設置していくが、最後の爆弾を設置し終えた直後、少年兵に刺されて動けなくなり、爆発に巻き込まれる。
作者によれば、もう1つの変身である怒りの王子・バイオライダーへの変身も予定されていたが、予定よりも早く物語が終了したために登場することはなかった。
スカイライダー
ウォータータウンの保安官。町の安全を守るため、グランショッカーに従う。荒ワシ師団長よりも上位の幹部として扱われるが、怪人たちの横暴を止めきれないことに歯噛みする日々を過ごしている。
トーベー
民間人。かつて1号とともに戦ったが、記憶喪失となっていた。フードの中から『仮面ライダー』の立花藤兵衛に酷似した鼻とヒゲが見えるのが特徴。
V3たちと出会ったことで記憶を取り戻し、最終決戦では、風の戦士たちをサポート。1号を復活させる方法も伝えるが、シャドームーンとの戦いで戦死。
RXの弟
陽炎村の住人でRXの弟。本名不明。アマゾンに保護された後、RXと再会。V3たちと共に旅立つRXから、ペンダントを貰うが、アポロガイストの襲撃で他の村人共々死亡し、ペンダントは、レーダーコウモリの手に渡ってしまう。

#### マーシャルライドの選手
マーシャルライドとは、バイクを使った格闘技。
鉄面ウォーリアー
マーシャルライドの選手。
カメレオンアーミー
オアシスタウンのマーシャルライドの選手。
V3
マーシャルライドの選手。風の戦士たちの中では、もっとも1号の力を受け継いでおり、1号の手で潜在能力を解放されてからは、風を操れるようになる。
1号が復活するまでは、風の戦士たちのリーダーとして活動。完全版では、シャドームーンとの決着も描かれた。
ライダーマン
マーシャルライドの選手。1人でグランショッカーと戦っていたが、V3が仲間となる。
ストロンガー
オアシスタウンのマーシャルライドの選手。対戦相手のV3とライダーマンが陽炎村に向かうのに付いて行って、そのまま戦いに身を投じる。
最終決戦では、V3たちを逃がすために、ドクトルGの部隊を相手にし、マシンガンでボウガンを撃ち落していき、弾切れ後は自身の身体にボウガンを浴びせ続け、崩壊する城の中に消えていった。

### ZX党
ZXがリーダーとなる盗賊団。団員はZXを簡略化したような姿をしており、テレビスペシャルで村雨良が乗っていたものと同じバイクに乗っている。
ZX
ZX党のリーダー。育ての親である記憶喪失になる前のトーベーから1号と風の戦士の伝説を聞かされていた。

### グランショッカー
魔神大首領
魔神像に乗って、八鬼衆たち幹部に指令を伝える。その正体は、かつてのBIG WARの生き残りである死神博士であり、1号との因縁の決着をつけた。

#### 八鬼衆
シャドームーン
八鬼衆の中でも最強の実力者。陽炎村に現れ、RXを助ける。陽炎村の怪人たちが倒された後、RXたち5人の戦士と戦い、それに勝利する。しかし、そのとどめをさす直前に魔神大首領から招集がかかり、戦いを中断することとなる。死人コウモリやアポロガイストに助けを求められるが、それを殺すという冷徹な性格の持ち主。
敵の八鬼衆の中でも優遇された存在で、最後の戦いの後も生き残る。単行本ではそのままV3との再会を匂わす形で姿を消しているが、2004年に刊行された完全版でラストバトルが新たに9ページ描き起こされ実に11年越しとなるV3との決着が明らかとなった。この際にラストシーンが若干変更されているが、単行本のラストが完全版下巻の予告として流用されている。
地獄大使
最終決戦のみ登場。暗闇大使とともに、1号・2号と戦う。
暗闇大使
最終決戦のみ登場。地獄大使とともに、1号・2号と戦う。
ドクトルG
最終決戦のみ登場。スカイライダー・ZXと戦った後、ボウガン部隊を率いる。
十面鬼
最終決戦のみ登場。アマゾンと戦う。
ジャーク将軍
ジャーク四人衆やジャーク怪人軍団を率いて風の戦士と戦うも、風の戦士を甘く見ていたため、敗北する。その後、逃走の途中現れたジェネラルシャドウに殺されてしまう。
アポロガイスト
陽炎村の部隊の作戦失敗後、一人で陽炎村の村人と一部のレジスタンスを倒す。炎を操る強力な力を持っていたが、RXが悲しみの感情により、ロボライダーにパワーアップしたことで、敗北する。シャドームーンに助けを求めるが、シャドームーンによってとどめをさされてしまう。
ジェネラルシャドウ
実は、スーパー1の両親を殺した張本人であり、その事実を知ったスーパー1に倒されてしまう。
原作では正々堂々としていたが今作ではかなり狡猾な性格をしている。

#### 陽炎村の部隊
陽炎村を襲ったグランショッカーの怪人たち。直接的な八鬼衆の指揮者は不明。戦闘員は、デストロン戦闘員となっている。
カメバズーカ
オアシズタウンまでRXを追ってくるが、そこでストロンガーとV3に倒されてしまう。
マシンガンスネーク
制圧した聖なる泉の見張りをしていた。V3を発見し、それを戦車で追うが、V3に戦車を破壊され、戦車から発射された飛斬輪により体が真っ二つになってしまう。
コウモリ三兄弟
陽炎村を襲ったグランショッカーの怪人たちのリーダー。
死人コウモリ
長男。V3に敗れた後、シャドームーンに助けを求めるが、シャドームーンによってとどめをさされてしまう。
コウモルジン
次男。アマゾンに隙をつかれ、大切断で倒されてしまう。
バーナーコウモリ
三男。突然現れたシャドームーンに襲い掛かるが、逆に片腕を斬られる。兄二人が倒された後、RXのリボルケインによって倒されてしまう。

#### アポロガイストの部隊
バイオカメレオン
密偵。レジスタンスの基地に潜入し、アポロガイストの部隊を誘導する。レジスタンスの一員に変装していたが、V3とRXに正体をあばかれ、倒されてしまう。
黄金狼
V3によって倒されてしまう。
レーダーコウモリ
よくアポロガイストの肩にとまっており、戦闘になるとその肩から離れる。RXが陽炎村出身ということを感知すると、陽炎村がアポロガイストの手により壊滅したことを伝えるが、それがRXに悲しみの感情を与え、ロボライダーにパワーアップさせてしまう。アポロガイストの死後、その死の理由をジェネラルシャドウに伝える。

#### ジェネラルシャドウの部隊
ブラックサタン戦闘員を尖兵としている。
スーパー1
ジェネラルシャドウの部下。その実力と忠誠心は、「ジェネラルシャドウの右腕」と称されるほど。レジスタンスを倒す命令により、ウォータータウンでRXを倒すが、Xとアマゾンの登場により、とどめをさすことには失敗する。
本人は忘れていたが、幼いころ、Xに遊んでもらっていた過去があり、それによって風の戦士を信じるきっかけとなる。
荒ワシ師団長
ウォータータウンに駐屯する部隊の指揮官。ギロチンを行使して住民を弾圧するが、一応は上役である保安官スカイライダーから、しばしば制止されている。
殺戮部隊とともに、スカイライダーを襲うが、ZXの救援により、スカイライダーに倒されてしまう。

#### 殺戮部隊
直接的な八鬼衆の指揮者は不明。ジェネラルシャドウの命令の元動いているが、ジャーク将軍などもその存在について語っている。
吸血マンモス
殺戮部隊の一員。ジェネラルシャドウの戦艦の放ったエネルギー砲により倒される。
ドクターケイト
殺戮部隊の一員。ジェネラルシャドウの戦艦の放ったエネルギー砲により倒される。

#### ジャーク将軍の部隊
『仮面ライダーBLACK RX』でのクライシス帝国のような部隊であるが、ゴルゴム怪人も部下に編入されている。
ボスガン
ジャーク四人衆の一人。短剣の扱いに長けている。
マリバロン
ジャーク四人衆の一人。妖術で羽根を飛ばす。
ガテゾーン
ジャーク四人衆の一人。銃の使い手でロボライダーと一騎討ちを行う。
ゲドリアン
ジャーク四人衆の一人。口から大量の糸を吐き、牙が伸びて毒液を滴らす。

#### その他
ジシャクイノシシ
V3やライダーマンの参加したマーシャルライドの大会の黒幕。グランショッカー入りを拒否したライダーマンを捕らえるが、ライダーマンはV3に救出され、二人に倒されてしまう。
一つ目タイタン
八鬼衆のメンバーではないが、それに次ぐ地位と思しく、戦闘員（ショッカーの所謂、黒戦闘員）の各部隊を各自配置につかせた後に銃撃隊をドクトルGのように自ら指揮する。
少年兵
最終回に登場する、グランショッカーに洗脳された少年。自分を連れて逃げようとしたRXの腹部を、隠し持っていた武器で突き刺し逃走する。崩壊の迫る基地から彼が逃げ果せたかは不明。

## 書誌情報
単行本は小学館版、朝日ソノラマ版、共に絶版となっている。

### 小学館版
『コロコロコミック』に連載されたものをそのまま掲載したもの。
- 原作：石ノ森章太郎・まんが[注釈 1]：かとうひろし『仮面ライダーSD 疾風伝説』小学館〈てんとう虫コミックス〉全3巻

1. 1992年10月発売、ISBN 978-4-09-142031-2
2. 1993年3月発売、ISBN 978-4-09-142032-9
3. 1993年6月発売、ISBN 978-4-09-142033-6

### 朝日ソノラマ版
2004年に朝日ソノラマから復刻版として全2巻で発刊。修正や加筆がおこなわれており、また、帯には、『仮面ライダーV3』での風見志郎役の宮内洋と『仮面ライダー555』での乾巧役の半田健人によるコメントが載せられている。
- 原作：石ノ森章太郎・まんが[注釈 1]：かとうひろし『仮面ライダーSD 疾風伝説』朝日ソノラマ 全2巻

1. 上巻 2004年11月発売、ISBN 978-4257905127
2. 下巻 2004年11月発売、ISBN 978-4257905134